# Administrativní dělení Irska

Dělení na hrabství

Irsko se od roku 1922 dělí na 26 hrabství. Původní unitární Irsko mělo hrabství 32, ale 6 (většina Ulsteru) po vytvoření Irské republiky dalo základ Severnímu Irsku.
Tradičně se Irsko od dob středověku dělilo na pět provincií či království – Connacht, Leinster, Meath, Munster a Ulster). Později provincie Meath splynula s provincií Leinster, takže nyní mluvíme o čtyřech irských provinciích.

## Hrabství

Vlajky čtyř provincií – zleva seshora: Munster, Connacht, Ulster a Leinster

Seznam hrabství rozdělených podle příslušnosti k provincii.

### ProvincieConnacht
- Galway
- Leitrim
- Mayo
- Roscommon
- Sligo

### ProvincieLeinster
- Carlow
- Dublin
- Kildare
- Kilkenny
- Laois
- Longford
- Louth
- Meath
- Offaly
- Westmeath
- Wexford
- Wicklow

### ProvincieMunster
- Clare
- Cork
- Kerry
- Limerick
- Tipperary
- Waterford

### ProvincieUlster
Původně k provincii patřily ještě severoirská hrabství Antrim, Armagh, Fermanagh, Londonderry (Derry), Down a Tyrone.
- Cavan
- Donegal
- Monaghan

## Barvy hrabství
Původní unitární Irsko mělo 32 hrabství, ale 6 hrabství (většina Ulsteru) vytvořilo Severní Irsko a je součástí Spojeného království.
Vlajky těchto hrabství (okresů) nejsou oficiální, užívají se však vlajky založené na barvách Galské atletické asociace (GAA). Kromě většinou dvoubarevných vlajek se dvěma svislými pruhy se vyskytují i varianty, které mají uprostřed štíty znaku okresní rady nebo okresního týmu GAA, doplněný v horní části o, do oblouku uvedený, anglický název hrabství a irský název vodorovně v dolní  části a menším písmem.
Některé rady hrabství užívají vlastní vlajky, nejedná se však o vlajky hrabství ale pouze o vlajky těchto volených orgánů (veřejnost je neužívá).
Provincie Connacht

Galway
Leitrim
Mayo
Roscommon
Sligo

Provincie Leinster

Carlow
Dublin
Kildare
Kilkenny
Laois
Longford
Louth
Meath
Offaly
Westmeath
Wexford
Wicklow

Provincie Munster

Clare
Cork
Kerry
Limerick
Tipperary
Waterford (obráceně oproti zdroji)

Provincie Ulster

Cavan
Donegal
Monaghan